# Willem van Toorn
Willem Peter van Toorn (Amsterdam, 4 november 1935 – Châteauroux, 31 mei 2024) was een Nederlandse dichter, romanschrijver en vertaler.

## Loopbaan
Van Toorn werkte als chemisch analist, onderwijzer en als redacteur bij een uitgeverij. Hij was (vanaf 1988) redacteur van Raster en was medewerker aan de literaire tijdschriften De Vlaamse Gids, Maatstaf, Hollands Maandblad, New Found Land en Nieuw Vlaams Tijdschrift. Als vertaler vertaalde hij werk uit het Engels en Duits van uiteenlopende auteurs als John Updike en Franz Kafka.
Van Toorn is ook de auteur van twee jeugdboeken: het met een Zilveren Griffel bekroonde Rooie (Querido, 1991) en Heer Doos (Querido, 1997). Rooie bevat verhalen over het leven op een experimentele school in de jaren zestig waar de eigen verantwoordelijkheid en persoonlijke vrijheid van leerlingen de voornaamste uitgangspunten zijn. Op het terrein van de jeugdliteratuur was Van Toorn ook actief als vertaler, onder andere van het werk van Aidan Chambers en Marilyn Sachs. Hij werkte mee aan het standaardwerk over de historie van het kinderboek in België en Nederland: De hele Bibelebontse berg (1989).
Van Toorn was bevriend met landschapsschilder Willem den Ouden. Samen met kunstzinnige buurbewoners als graficus Gerrit Noordzij, fotograaf Freddy Rikken, beeldend kunstenaar Pieter Kooistra en anderen voerden zij in de jaren tachtig en negentig van de twintigste eeuw actie tegen de dijkverzwaringen door Rijkswaterstaat. Van Toorn heeft een boek over het werk van Den Ouden geredigeerd, en ze hebben samen het monument De Roeier in Zennewijnen gemaakt (beeld van Den Ouden, tekst van Van Toorn).
Willem van Toorn woonde in Frankrijk, in het dorp Saint-Denis-de-Jouhet (departement Indre) aan de speciaal naar hem genoemde straat Allée du Poète. Hij overleed op 31 mei 2024 op 88-jarige leeftijd in het ziekenhuis van Châteauroux aan de gevolgen van een longontsteking. Zijn broer Jan van Toorn was grafisch ontwerper.

### Poëzietableau Huizum
Op 17 juni 2023 werd tijdens de 100-jarige herdenking van de Huizumer begraafplaats te Leeuwarden publiekelijk een hardstenen poëzietableau (1,20 bij 1,80 meter) onthuld met een gedicht van Willem van Toorn. Het gedicht Begraafplaats te Huizum gaat over de daar begraven geallieerde piloten die in 1943 tijdens een crash omkwamen. Van het gedicht is door Eppie Dam een Friese vertaling gemaakt; het maakt deel uit van de Leeuwarder poëzieroute.

## Prijzen
- 1982: Jan Campert-prijs voor Het landleven
- 1992: Herman Gorterprijs voor Eiland
- 2000: A. Roland Holst-Penning
- 2010: Groeneveldprijs van het Ministerie van Landbouw, Natuur en Voedselkwaliteit voor zijn bijdrage aan het debat over de groene ruimte.

## Externe bronnen
- Willem van Toorn op Schrijversinfo
- Biografieën, werken en teksten bij de Digitale Bibliotheek voor de Nederlandse Letteren (dbnl) (met foto)
- Uitgeverspagina Willem van Toorn
- Recensie van de dichtbundel De jongenskamer op Tzum

- Bibliothèque nationale de France: cb12161362g (data)
- Digitale Bibliotheek voor de Nederlandse Letteren: toor005
- Gemeinsame Normdatei: 122534573
- International Standard Name Identifier: 0000 0001 2023 0696
- Library of Congress Control Number: n83072941
- Nationale Bibliotheek van Letland: 000265310
- Nationale Bibliotheek van Israël: 987007423069505171
- Nederlandse Thesaurus van Auteursnamen: 068233787
- Système universitaire de documentation: 030136873
- Virtual International Authority File: 29573478
- WorldCat: E39PBJcWtVdKwhdHfwX6Hr8KVC